# Kolvpump

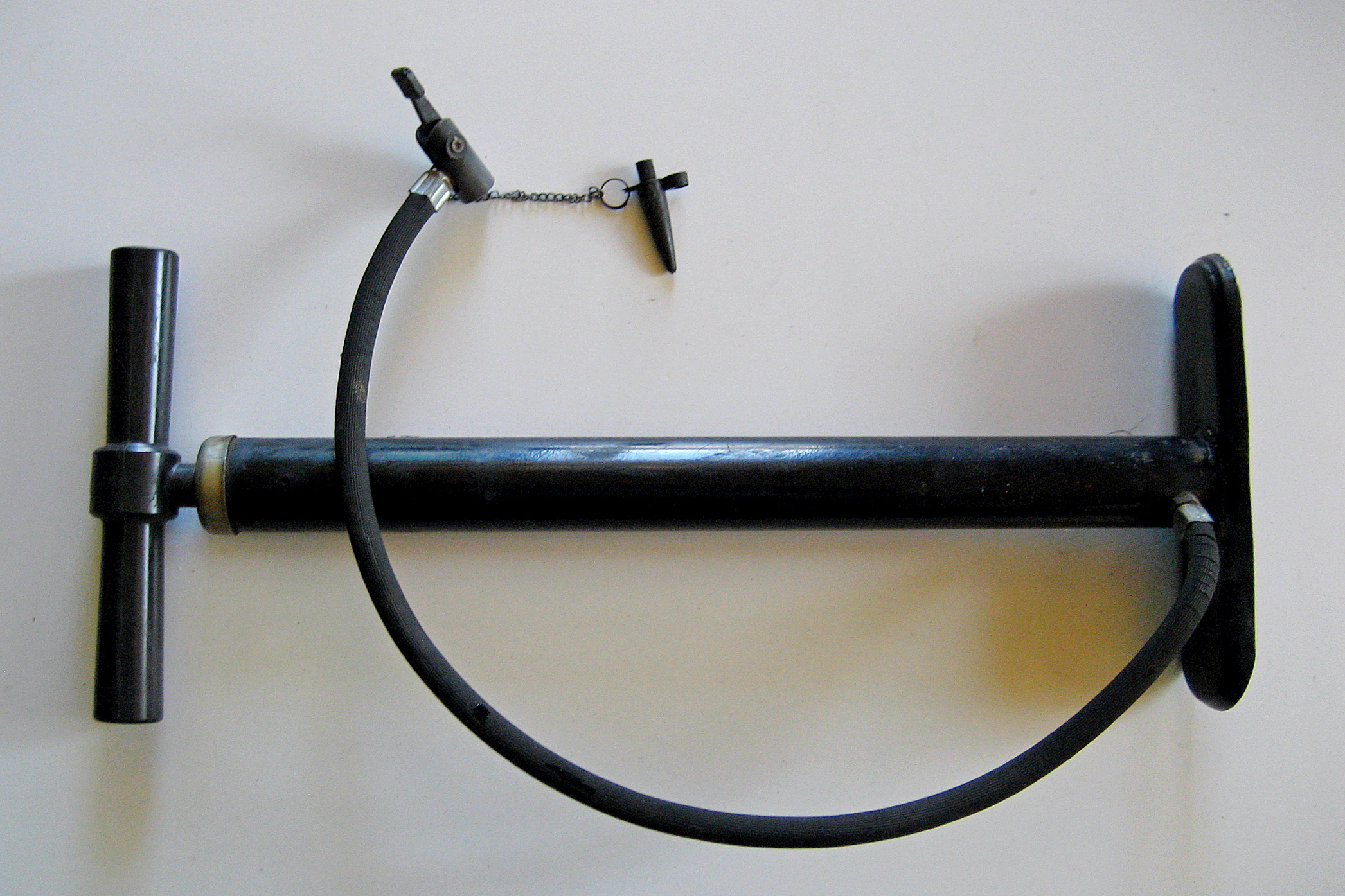
En cykelpump som även är en kolvpump.

Hur en kolvpump fungerar.

En kolvpump är en pump för gas eller vätska som pumpar med hjälp av en kolv som rör sig fram och tillbaka i en cylinder. Pumpen är försedd med två backventiler, vända åt olika håll. Den ena är insugningsventilen som öppnas för att släppa in gas/vätska då undertryck råder i cylindern. Den andra är utblåsningsventilen som släpper ut gas/vätska då övertryck råder i cylindern. 
Ett exempel på en mycket enkel kolvpump är den vanliga stavformade cykelpumpen. Denna är så rudimentär att den saknar ventiler i stället fungerar kolven som insugningsventil medan cykelslangens ventil hindrar luften att åka tillbaka in i pumpen.
Bland kolvpumpens fördelar kan nämnas att det kan vara mycket stor tryckskillnad mellan insugningssidan och utblåsningssidan. Till nackdelarna hör att flödet inte blir konstant utan kommer stötvis i takt med kolvrörelsen. För att motverka detta kan man bygga flercylindriga pumpar och/eller använda en trycklocka. Kapaciteten är också lägre än för de flesta andra pumpar av motsvarande yttermått.  